# 東京神学塾
東京神学塾（とうきょうしんがくじゅく）は東京都杉並区堀ノ内にあった神学校。戦後の福音派の指導者を輩出。

## 歴史
1947年に杉並区堀ノ内の長谷川真太郎の自宅に堀ノ内教会を設立して、1949年10月に超教派の東京基督神学校を開校する。戦後に多くの宣教団体の伝道によって献身した献身者のために超教派の神学校が必要であった。
1951年5月 神学校運営の理念を巡って日本基督神学校と東京神学塾の二つに分離する。東京神学塾は塾長が長谷川真太郎で教務主任が舟喜順一であった。教師陣はアメリカのフェイス神学校で学んだ者が多かった。最初は塾長の長谷川を中心とする塾教育の要素があったが、生徒と教師陣の増加で、理事会組織をとるようになった。1956年塾長の長谷川がイスラエルに留学する。1957年に塾長は帰国するが、1958年3月に閉校する。
1958年5月久我山に舟喜順一らが聖書神学舎を開校する。井出定治ら在校生7名は聖書神学舎に移り、東京神学塾の教師数名が聖書神学舎で教えるようになった。

## 特色
- 福音主義、超教派、自給自足。
- 学生たちのスローガン「伝道はホーリネスのごとく、聖書研究は無教会のごとく」
- 寮の規則は「紳士的であれ」と言われ、信仰によって自主的に生活することが期待されていた。

## 教師
- 長谷川真太郎
- 舟喜順一
- ウィリアム・ペイプ
- 尾山令仁
- 有賀寿

## 出身者
- 有賀寿
- 泉田昭
- 尾山令仁
- 島田福安
- 後藤茂光
- 本間正巳
- 村瀬俊夫
- 横山武
- 山口昇
- 荒井基
- 品田与志夫
- 岩井清
- 大島末男
- 井出定治